# BSH
Bosch und Siemens Hausgeräte GmbH (BSH) é uma empresa alemã de fabricação de eletrodomésticos, foi fundada em 1967 e é uma joint-venture entre Siemens AG, Stuttgart e Robert Bosch GmbH, Berlin e Munique. É um grupo com operações mundiais que faturou em 2006 8.3 bilhões de euros. A matriz do grupo é em Munique.
Nos últimos dez anos o grupo apresentou um crescimento muito significativo. De 13 fábricas em 3 países, expandiu as suas atividades para 45 fábricas em 15 países na Europa, nos Estados Unidos, na América Latina e Ásia.
O grupo BSH está no Brasil desde dezembro de 1994, com o nome de BSH Continental Eletrodomésticos Ltda., quando adquiriu o controle acionário da Empresa Continental Eletrodomésticos. Com sede na cidade de São Paulo com duas fábricas no estado, a outra localizada na cidade de Hortolândia, a filial brasileira é responsável por todas as operações na América Latina, estando presente nos diferentes segmentos do mercado com duas marcas: Continental e Bosch. A linha de eletrodomésticos inclui fogões, cooktops, depuradores e coifas, fornos elétricos, refrigeradores e freezers, lava louças, lavadoras e secadoras de roupa.
A unidade da BSH em São Paulo localizada na Avenida Henry Ford, Mooca produz toda a linha de cocção (fogões e depuradores) das duas marcas, Continental e Bosch. Os fogões produzidos nesta unidade atendem ao mercado latino americano, e contribuem para a participação no mercado brasileiro de fogões.
A fábrica de Hortolândia, situada na região de Campinas, estado de São Paulo, e iniciou suas atividades em 1997. Foi nesta unidade que a BSH produziu os primeiros refrigeradores das marcas Continental e Bosch, alavancando significativamente sua atuação no mercado brasileiro de eletrodomésticos até julho de 2009.

## A venda da BSH para a mexicana Mabe
Em 1º de julho de 2009 confirmou-se a venda do grupo BSH do Brasil para a mexicana Mabe, que no país já detinha as marcas GE e Dako. Apesar de não ter sido divulgado, o valor é estimado em 70 milhões de reais.
Após a aquisição a empresa mexicana abre mais uma fábrica no interior de São Paulo, a Mabe Hortolândia, onde ainda serão fabricados os produtos da linha branca Bosch e Continental, porém, agora, sob o comando da Mabe S/A.

### Falência e histórico pós anúncio de fechamento da fábrica Mabe Hortolândia
Ex-funcionários da Mabe do Brasil Eletrodomésticos ocuparam as duas fábricas da empresa em Campinas (SP) e Hortolândia (SP), na manhã de segunda-feira (15/02/2016). A Justiça decretou falência da multinacional mexicana que produzia fogões e geladeiras na semana passada. Desde dezembro de 2015 eles estavam acampados nas portas das fábricas. Eles não receberam direitos trabalhistas após as demissões, enquanto outros 1,5 mil esperam os salários dos últimos três meses. Estes estão com os contratos suspensos porque estão de licença remuneração.

#### Após falência, demitidos da Mabe acampam na porta das fábricas
A empresa informou que não tem dinheiro para pagar todas as rescisões e que apresentou à Justiça um plano de retomar a produção O plano prevê ainda recontratar os funcionários, caso possa ser criada uma nova empresa sem a participação dos antigos acionistas. Essa nova indústria seria controlada pela massa falida. Segundo o Sindicato dos Metalúrgicos de Campinas e Região, 900 funcionários e ex-funcionários participam do movimento no interior das fábricas.
Os trabalhadores denunciam ainda que não receberam a Participação dos Lucros e Rendimentos (PLR) e só parte do 13º salário foi depositado. Trezentos e quarenta e dois funcionários estão com as carteiras de trabalho retidas pelo sindicato porque a empresa não pagou todos os direitos. Diante disso, a entidade que representa a categoria não pode fazer a homologação. O sindicato deve ser posicionar sobre esta questão aos funcionários nesta segunda.
Funcionários demitidos da Mabe recebem apoio em Campinas.

#### Falência por situação econômica
A Mabe disse que entrou com um pedido de falência por conta da situação econômica do país e por falta de dinheiro. Informou também que em um primeiro momento pretende pagar Fundo de Garantia por Tempo de Serviço (FGTS) e liberar o seguro desemprego.
Ajuda para comer
"Estamos vivendo com a ajuda de familiares, com cesta básica, mas a dificuldade maior é que eu tenho filhos pequenos que precisam de leite, precisam de alimento e até o momento, nada", lamenta o montador de fogões Edilson Ribeiro, sobre o não recebimento dos benefícios.
De acordo com o Ministério Público do Trabalho (MPT), essa é a situação trabalhista mais grave dos últimos dois anos em andamento em Campinas, por conta da quantidade de pessoas afetadas.
Drama vivido pelos funcionários
O que os funcionários mais reclamam é da dificuldade em conseguir um novo emprego, por conta da idade e da condição econômica do país. "O momento não é bom, o país vive um momento difícil, uma crise aí estabelecida e aquele que perde o emprego hoje não vai arrumar amanhã um novo", reclama o operador de injetora Gilberto Brito. O operador de máquinas Márcio Gasparotto trabalhou 20 anos na empresa, onde ficou doente e imaginou ter sua estabilidade garantida. Hoje, com a esposa também desempregada, eles sobrevivem com o que restou dentro de casa. "Você pode ver na minha geladeira. Só tem água praticamente. Essa situação se reflete em todos os trabalhadores, a situação é a mesma. Geladeira vazia, dispensa vazia. Esse arroz tem que dar até quando Deus [permitir]... é esse arroz que eu tenho", se emociona.
A Justiça concedeu uma liminar que obriga os ex-funcionários da Mabe a desocuparem a fábrica de Hortolândia (SP). Em protesto, eles acampam no local desde fevereiro deste ano, quando a empresa decretou falência e não pagou o fundo de garantia e outros direitos aos trabalhadores. Nesta tarde de sexta-feira (18/03/16), alguns funcionários chegaram como se fossem trabalhar. Eles se dividiram em vários grupos e estão se revezando em turnos, para manter a ocupação da fábrica.
Segundo o grupo, nunca ficam menos que 70 trabalhadores no local. O objetivo é ficar de olho em tudo, para não ser retirado nenhum equipamento que possa servir de garantia para o pagamento dos direitos de quem trabalhou e não recebeu.
Restaurante da empresa virou dormitório.
Alojamento
Durante a ocupação, o restaurante foi transformado em dormitório. Toda noite parte do grupo dorme no local. Eles preferiram ficar nesta área para não serem acusados de destruição dos equipamentos.
Os funcionários pretendem deixar o local quando a fábrica voltar a trabalhar ou quando ocorrer uma decisão considerada favorável.

#### Resistência dos trabalhadores
O Sindicato dos Metalúrgicos de Campinas e região disse que ainda não foi acionado sobre a decisão. No entanto, o dirigente sindical Elieser da Cunha afirmou que os trabalhadores continuarão em protesto enquanto não receberem essas informações.
"Nossa posição é que a luta dos trabalhadores vai continuar. Nós estamos lutando pelos direitos essenciais das pessoas. Além do fundo de garantia atrasado, eles estão sem salário desde dezembro. Isso precisa ser dito", pontua.
Protesto em apoio aos funcionários da Mabe bloqueia Santos Dumont.

#### Reintegração
A administração da massa falida entrou com um pedido de reintegração de posse e foi atendida pela Justiça. Nesta tarde, os funcionários foram notificados da decisão.
A decisão do juiz Eduardo Bigolin permite o uso de força policial e arrombamento, se for necessário. No entanto, a Polícia Militar disse que busca resolver o conflito de forma pacífica.

#### Confusão
No dia 15 de fevereiro, houve uma confusão entre funcionários e seguranças da Mabe que terminou em tiros.
Um vídeo mostrava uma discussão atrás de um caminhão. Nas imagens, trabalhadores que estavam do lado de fora do estabelecimento afirmavam que os seguranças estavam armados e que tiros eram disparados.
Mesmo após os tiros, a confusão continuou e funcionários tentaram desarmar os seguranças. Nesse momento, outro disparo foi efetuado. Na sequência, o vigia que estava com uniforme tentava sair da briga, mas acabou cercado e foi jogado no chão pelos trabalhadores.
- Após falência, demitidos da Mabe acampam na porta das fábricas
- Protesto bloqueia rodovia que liga Campinas ao Aeroporto de Viracopos
- Metalúrgicos e funcionários da Mabe fecham ruas de Campinas durante ato

Entenda o caso
A Mabe é uma metalúrgica mexicana que decretou falência em fevereiro deste ano. Na ocasião, 342 funcionários das unidades de Campinas e Hortolândia ficaram sem receber os direitos trabalhistas, sendo que alguns tinham estabilidade no emprego após acidentes de trabalho.
De acordo com o Ministério Público do Trabalho (MPT), essa é a situação trabalhista mais grave dos últimos dois anos em andamento na região, por conta da quantidade de pessoas afetadas.
Por meio da assessoria de imprensa, a Mabe afirmou que os ex-funcionários devem deixar o local, já que a Justiça entende que a propriedade é da massa falida. Além disso, informou que não tem dinheiro para pagar os salários atrasados e o 13º.
A administradora alega que somente com a desocupação das unidades, será feito um levantamento dos bens da empresa. Já sobre o processo de falência, ela afirma o decreto foi definido após uma análise criteriosa.
Segundo sindicato, na segunda-feira, os funcionários se reuniriam em assembleia para definir se vão manter as unidades ocupadas.